# Municipio de Kane (condado de Benton)
El municipio de Kane (en inglés: Kane Township) es uno de los veinte municipios ubicados en el condado de Benton en el estado estadounidense de Iowa. En el año 2000 el municipio tenía una población de 944 habitantes y una densidad poblacional de 10,2 personas por km². Su territorio incluye al de una ciudad, Keystone.

## Geografía
El municipio de Kane se encuentra ubicado en las coordenadas 41°59′36″N 92°14′25″O / 41.99333, -92.24028.